# Diritto degli Stati Uniti d'America
Il diritto degli Stati Uniti d'America è derivato in larga parte dal common law dell'Inghilterra, che era in vigore nelle tredici colonie al momento della rivoluzione americana, ed ulteriormente sviluppato da alcune influenze di civil law.

## Evoluzione storica
La principale fonte del diritto degli Stati Uniti d'America è essenzialmente la costituzione degli Stati Uniti, le leggi promulgate dal governo federale degli Stati Uniti d'America, lo US code ed i trattati a cui gli Stati Uniti hanno aderito ed infine dai principi del common law.
I tentativi, portati avanti nel corso degli anni, per dare vita a leggi statali uniformi hanno avuto solo una riuscita parziale. Le due maggiori organizzazioni che si sono spese in questo campo sono la American Law Institute (ALI) e la National Conference of Commissioners on Uniform State Laws (NCCUSL). I maggiori successi sono stati l'Uniform Commercial Code (un progetto elaborato insieme da ALI e NCCUSL) e il Model Penal Code (dell'ALI). L'American Law Institute, oltre a questi modelli di codice, elabora anche dei Restatements of the Law che sono molto usati dagli operatori del diritto al posto di lunghe e macchinose citazioni delle vecchie sentenze.

## Sinossi generale

### Le fonti principali
Negli Stati Uniti, la fonte primaria è quella dalla Costituzione degli Stati Uniti, cui è subordinato il resto dell'ordinamento. Per esempio, nel caso il Congresso approvi una legge (statute) in conflitto con la Costituzione, la Corte Suprema potrebbe dichiararla incostituzionale e renderla nulla.
Altre fonti sono:
- lo United States Code;
- gli ordini esecutivi emanati dal Presidente degli Stati Uniti d'America;
- le normative di singoli Stati federati degli Stati Uniti d'America;
- il common law.

### L'influenza delcommon law
Anche se gli Stati Uniti sono mutuatari, come molte altre nazioni del Commonwealth, della tradizione britannica del common law, il diritto statunitense è, sotto molti aspetti, unico. Il sistema legale del paese, infatti, è stato separato da quello britannico dalla rivoluzione e, in seguito, ha avuto un'evoluzione autonoma. Le corti statunitensi, quindi, quando cercano di ricostruire lo sviluppo dei pochi principi elaborati dal classico common law non ancora sostituiti dal "nuovo diritto", esaminano le decisioni giurisprudenziali britanniche solo fino all'inizio del XIX secolo.
Mentre i magistrati nelle diverse nazioni del Commonwealth sono sovente influenzati dalle sentenze emesse dai colleghi degli altri paesi membri, quelli statunitensi seguono raramente il case law degli altri ordinamenti di matrice inglese consolidatosi dopo la rivoluzione americana, a meno che sul punto le corti statunitensi non si siano mai pronunciate, il fatto concreto sia praticamente identico e che le motivazioni giuridiche alla base della sentenza siano molto persuasive. Le sentenze emesse nei primi anni dell'indipendenza citavano spesso la giurisprudenza britannica, ma queste citazioni sparirono gradualmente nel corso dell'XIX secolo, via via che le corti statunitensi elaboravano i loro principi giurisprudenziali. Oggi, la stragrande maggioranza delle citazioni rimandano a casi decisi negli Stati Uniti. Qualche volta le corti e i redattori di casebook fanno qualche eccezione per riportare le opinioni di brillanti autori britannici del passato, come William Blackstone o del passato prossimo, come Lord Denning.
Alcuni aderenti alle scuole dell'originalismo e dello strict constructionism come il giudice Antonin Scalia della Corte Suprema sostengono che i giudici statunitensi in nessun caso potrebbero ricorrere alle decisioni prese in ordinamenti esterni, con la sola eccezione delle sentenze che interpretano trattati internazionali firmati anche dagli Stati Uniti, senza curarsi che il ragionamento giuridico alla base della sentenza sia persuasivo. Altri, come i giudici Anthony Kennedy e Stephen Breyer, non seguono questo orientamento e, ogni tanto, citano il diritto straniero, quando lo ritengono persuasivo e utile.

### L'influenza delcivil law
Diversamente dal resto del paese, il diritto della Louisiana si basa sul Codice napoleonico, eredità dei tempi in cui lo Stato era una colonia francese. Anche Porto Rico ha un sistema di civil law. Peraltro, in entrambi i casi si riscontrano notevoli influenze del common law e modifiche dovute alla supremazia della Costituzione.
La California ha un sistema di common law, con qualche elemento derivato dalla civil law. Insieme ad altri otto stati, in California esiste il regime della comunione dei beni per le persone sposate. Inoltre, la ripartizione del California Civil Code è influenzata dalla civil law, in quanto il diritto dei contratti è trattato come parte del diritto delle obbligazioni (anche se le regole codificate sono principalmente derivate dalla common law).

## Il diritto federale
Il diritto federale trae la sua origine dalla Costituzione, che assegna al Congresso il potere di promulgare leggi in certi limitati campi, come regolamentare il commercio. Praticamente tutte le leggi (statutes) sono state codificate nel Codice degli Stati Uniti (United States Code). Molte leggi assegnano alle agenzie appartenenti all'esecutivo il potere di creare regolamenti, che sono pubblicati nel Code of Federal Regulations ed hanno forza di legge. Molte cause hanno ad oggetto il significato di una legge o di un regolamento federale e le interpretazioni giurisprudenziali sul punto "creano il diritto" secondo i principi dello stare decisis.

## Il diritto statale
I cinquanta stati della federazione sono sovrani e mantengono il potere di legiferare su tutto quanto non è regolato dalla Costituzione o dalle leggi federali. Quasi tutti gli stati, ognuno dei quali ha una sua costituzione, si basano sul common law di origine britannica, anche se la Louisiana è stata molto influenzata dal Codice napoleonico del 1804. Il passaggio del tempo ha comunque creato una certa differenza tra i diversi ordinamenti statali. Le varie corti hanno sviluppato le vecchie regole del common law in direzioni differenti e le assemblee legislative statali hanno prodotto diverse leggi (statutes) che hanno espanso o sostituito in maniera diversa i principi di creazione giurisprudenziale.
Diversamente da altri ordinamenti di common law, tutti gli stati hanno codificato tutto o in parte il loro diritto legislativo in legal codes, seguendo un'idea mutuata dai sistemi di civil law grazie agli sforzi del giurista David Dudley Field. I Codici dello stato di New York sono noti come "Laws". In California e Texas semplicemente come "Codes". Altri stati usano definizioni come "Revised Statutes", "Compiled Statutes" o simili. Gli Stati della California, New York e Texas hanno codici dedicati alle singole materie, mentre gli altri stati e la federazione usano un codice unico, diviso in titoli.
In diversi stati, la codificazione non è altro che una mera riformulazione di principi del common law ed i giudici sono liberi di interpretare liberamente i codici, a meno che la legge statale non superi specificamente le loro interpretazioni. In altri stati, al contrario, esiste una tradizione di più stretta aderenza al testo dei codici. Inoltre, all'interno di ogni Stato federato degli Stati Uniti d'America operano vari soggetti, come agenzie pubbliche, contee, municipalità e autorità distrettuali competenti per determinate materie. Di conseguenza, il cittadino statunitense è soggetto alle regole poste da molte e diverse istituzioni che operano a livello federale, statale o locale, a seconda di dove si trovi e quale sia il suo comportamento.
Tutto il complesso di leggi e regolamenti statali è soggetto all'interpretazione del diritto da parte delle corti, analogamente a quanto avviene per le norme federali. Nel campo del diritto penale, tutti gli stati hanno norme simili riguardo ai reati più gravi, come l'omicidio o lo stupro. Al contrario, ove si puniscono comportamenti non lesivi, ma solamente pericolosi, si vedono notevoli differenze. Ad esempio, solo negli anni 1990 c'è stata una certa armonizzazione delle norme sulla guida in stato d'ebbrezza.
Anche le norme sui danni non contrattuali (torts) variano molto tra i vari stati. Ad esempio, qualche stato permette di agire per il risarcimento dei danni derivati dallo stress non causato volontariamente, anche senza danni fisici. Praticamente in ogni tort, si ha una norma adottata dalla maggioranza degli stati e una o più eccezioni.